# 库鲁河
库鲁河（法語：Kourou，法語發音：[kuru]）是法国海外省法属圭亚那的河流，长143.7千米，发源库鲁南部的山区，于库鲁流入大西洋。